# Lale Karci
Lale Karci (jetzt: Lale Evenkamp) (* 15. November 1969 in Wipperfürth, Nordrhein-Westfalen) ist eine deutsche Schauspielerin türkischer Abstammung.

## Leben
Karci studierte nach ihrem Abitur Germanistik und Pädagogik. Von 1994 bis 1998 verkörperte sie in der RTL-Daily-Soap Unter uns Aylin Hoffmeister (geb. Eray). Weitere Auftritte in Film und Fernsehen folgten. Die Schauspielerin war 1998 auch in der März-Ausgabe des Playboy abgelichtet. Karci trägt jetzt den Namen Evenkamp, ist Mutter zweier Söhne und arbeitet als Dipl.-Psychologin in ihrer eigenen Praxis in München-Schwabing.

## Filmografie
- 1994–1998: Unter uns
- 1999: Der Solist – Kein Weg zurück
- 1999: Hinter Gittern – Der Frauenknast
- 2001: Verbotene Liebe
- 2001: Alles Atze (Einzelfolge)